# Мёртвые жизни
«Мёртвые жизни» (англ. Dead Babies, другое название — Мёртвые младенцы) — комедия 2000 года режиссёра Уильяма Марша по одноимённой новелле Мартина Эмиса. Премьера состоялась 8 сентября 2000 года на международном кинофестивале в Ольденбурге, Германия. Фильм был номинирован на премию кинофестиваля в Сиджесе в категории «Лучший фильм».

## Сюжет
Компания друзей устраивает молодёжную вечеринку. Но в разгар веселья от анонима начинают появляться записки с угрозами.

## В ролях
| Актёр              | Роль           |
| ------------------ | -------------- |
| Пол Беттани        | Квентин        |
| Кэти Кармайкл      | Люси Литтлджон |
| Хейли Карр         | Роксанна       |
| Чарли Кондо        | Джилс          |
| Александра Гилбрет | Сесилия        |
| Уильям Марш        | Марвел         |
| Крис Маршалл       | Скип           |
| Энди Найман        | Кейт           |
| Кристиан Солимено  | Энди           |
| Оливия Уильямс     | Диана          |
| Ричард Стрейндж    | Филбойд        |

## Отзывы
Фильм получил немногочисленные отрицательные отзывы кинокритиков. Обозреватель журнала The Guardian Питер Брэдшоу так охарактеризовал фильм: «…скучно, неловко, противно и глупо…».